# 장흥 보림사 사천왕상 복장 대방광원각수다라료의경
보림사 사천왕상 복장 대방광원각수다라료의경(寶林寺 四天王像 腹藏 大方廣圓覺修多羅了義經)은 전라남도 장흥군 보림사에 있는 조선시대의 불경이다. 1998년 8월 20일 전라남도의 유형문화재 제197호로 지정되었다.

## 개요
전남 장흥군 유치면 봉덕리 보림사의 사천왕상 속에 들어있던 유물 중 하나이다.
『대방광원각수다라요의경』은 줄여서 ‘원각경’이라 부르기도 하며, 우리나라 승려의 교과과목으로 채택되어 불교수행의 길잡이 역할을 하고 있다. 우리나라에서는 고려 지눌이 깊이 신봉하여 ‘요의경’이라 한 뒤 크게 유행하였다. 1권 12장으로 구성되어 있는데 이 12장은 석가모니가 12보살과의 문답을 각각 1장으로 구성한 것이다.
이 책은 간행기록이 남아 있지 않지만 1564년 지리산 신흥사에서 간행한『상지금니대방광원각수다라요의경권상·하』(보물 제753호)와 동일한 판본으로 추정된다.

## 참고 문헌
- 보림사사천왕상복장대방광원각수다라료의경 - 국가유산청 국가유산포털